# 한라산 (술)
한라산은 대한민국 제주특별자치도에서 판매중인 소주 브랜드이다.

## 특징
소주 맛은 구성성분 중 약 80%를 차지하는 물맛이 좌우한다.
한라산 소주는 천연암반수를 해저 80m에서 뽑아 올려 천연 미네랄 용존산소가 풍부한 청정수를 화학처리를 거치지 않고 자연수 상태로 사용한다.

## 공정
화산암반수에서 물을 채취한뒤, 조릿대숯에 정제를 한다. 발효증류알코올(주정)을 희석한 뒤, 블랜딩을 거친후 병입 후 출고한다.

## 브랜드명
1993년, 1950년에 제작된 '한일소주'를 이어, 제주지역 소주를 대표하는 이름으로 '한라산'브랜드를 출범하였다.

### 한라산 오리지날
한라산 오리지널 소주는 1950년의 한일소주의 명맥을 잇는 소주로 1993년 출시했다.

### 한라산 올레
기존의 한라산보다 좀 더 순하게 만들 술로 2014년 9월 출시했다. 도수는 17.5도이다.